# Marija Mirković
Marija Mirković (Belgrado, 23 februari 1990) is een voormalig tennisspeelster uit Australië.
Ze begon op achtjarige leeftijd met tennis. Haar favoriete ondergrond is gravel. Zij speelt rechtshandig en heeft een tweehandige backhand.
In 2005 speelde ze voor het eerst op het ITF-circuit, hoewel het tot 2009 duurde voordat ze het hele seizoen voluit meedraaide. In 2008 en in 2010 nam zij deel aan het dubbelspeltoernooi van de Australian Open; zij kwam niet voorbij de eerste ronde. Medio 2012 stopte zij met haar tennisloopbaan.

## Posities op deWTA-ranglijst
Positie per einde seizoen:
| jaartal | ranking enkelspel | ranking dubbelspel |
| ------- | ----------------- | ------------------ |
| 2012    | –                 | 1231               |
| 2011    | 614               | 475                |
| 2010    | 362               | 227                |
| 2009    | 299               | 708                |
| 2008    | 519               | 817                |
| 2007    | 573               | 711                |
| 2006    | 943               | –                  |

## Prestatietabel grandslamtoernooien
| Legenda | Legenda                          |
| ------- | -------------------------------- |
| g.t.    | geen toernooi gehouden           |
| l.c.    | lagere categorie                 |
| –       | niet deelgenomen                 |
| G       | uitgeschakeld in de groepsfase   |
| 1R      | uitgeschakeld in de eerste ronde |
| 2R      | uitgeschakeld in de tweede ronde |
| 3R      | uitgeschakeld in de derde ronde  |
| 4R      | uitgeschakeld in de vierde ronde |
| KF      | uitgeschakeld in de kwartfinale  |
| HF      | uitgeschakeld in de halve finale |
| F       | de finale verloren               |
| W       | het toernooi gewonnen            |
| w-v     | winst/verlies-balans             |

### Vrouwendubbelspel
| Toernooi        | 2008 |    | 2010 |
| --------------- | ---- | -- | ---- |
| Australian Open | 1R   | 1R |      |
| Roland Garros   | –    | –  |      |
| Wimbledon       | –    | –  |      |
| US Open         | –    | –  |      |